# SPARCL1
SPARC 유사 단백질 1(SPARC-like protein 1, SPARCL1 또는 SC1) 또는 헤빈(Hevin, High Endothelial Venule Protein)은 SPARC와 구조적 유사성이 높은 분비 단백질이다. 이것은 세포 연접의 중간 상태를 생성하기 위해 세포외기질과 상호작용한다. 암 전이 및 염증과 관련된 동적 세포 외 역할로 인해 모세포 단백질로 간주된다. 인간에서 헤빈은 SPARCL1 유전자에 의해 암호화된다.

## 상호작용
- CALY[12]

## 참고
- 트롬보스폰딘
- 테나신